# Guglielmo Martucci
Guglielmo Martucci (Napoli, 19 maggio 1909 – Napoli, 13 maggio 1948) è stato uno scrittore italiano.

## Biografia
Guglielmo Martucci nasce a Napoli il 19 maggio 1909, ultimo figlio in una benestante famiglia di proprietari terrieri campani. Figlio di Filippo Martucci e di Chiara Ferraro, cresce interessandosi di letteratura nonostante l'opposizione della famiglia, concentrandosi in particolare sulla letteratura francese. Esordisce come scrittore all'età di vent'anni con un racconto pubblicato per la rivista Il Marzocco dal titolo Foglie. Ispirato fortemente dal decadentismo, tanto nello stile di scrittura quanto nello stile di vita, è stato autore principalmente di racconti brevi pubblicati su diverse riviste letterarie italiane, oltre che di occasionali romanzi. Nonostante le sue simpatie socialiste, durante il periodo del Fascismo pubblica due racconti per la rivista L'Italiano, intitolati Fuochi fatui (1938) e I primi anni (1939).
Nel 1937 sposa Letizia Pugliese. Martucci muore suicida il 13 maggio 1948.

## Principali romanzi
- L'ultimo vagone, Fonti Editore, 1937
- La maschera di alligatore, Fonti Editore, 1941
- Il fiore della vecchiaia, Riccardo Ricciardi editore, 1946